# 黒田二十四騎
黒田二十四騎（くろたにじゅうよんき）は、賤ヶ岳の七本槍に倣い、戦国大名・黒田長政の家臣の中から24人の精鋭を選出した呼称。18世紀上旬の享保年間の頃には成立している。この24人の中に親族の弟達や譜代重臣8人が黒田八虎とされた。長政を含めて黒田二十五騎とする場合もある。なお、江戸時代に、江戸城の百人番所において、黒田藩の家臣が詰めていた部署を「二十五騎組」と称していた説もある。

## 該当者
| 人名     | 生没年          | 通称                               | 備考                                                                           |
| -------- | --------------- | ---------------------------------- | ------------------------------------------------------------------------------ |
| 井上之房 | 1554年 - 1634年 | 九郎右衛門、周防守                 | 黒田八虎の一人                                                                 |
| 小河信章 | 1554年 - 1593年 | 伝右衛門                           |                                                                                |
| 菅正利   | 1567年 - 1625年 | 六之助、和泉守                     |                                                                                |
| 衣笠景延 | 1547年 - 1631年 | 久左衛門、因幡守                   |                                                                                |
| 桐山信行 | 1554年 - 1625年 | 孫兵衛、大炊助、丹波守             |                                                                                |
| 栗山利安 | 1550年 - 1631年 | 善助、四郎右衛門、備後守           | 黒田八虎の一人                                                                 |
| 黒田一成 | 1571年 - 1656年 | 三左衛門、美作守                   | 黒田孝高の養子、黒田八虎の一人                                                 |
| 黒田利高 | 1554年 - 1596年 | 兵庫助、次郎、小一郎               | 黒田職隆の次男、黒田孝高の実弟。黒田八虎の筆頭                                 |
| 黒田利則 | 1561年 - 1612年 | 修理亮、四郎太                     | 黒田職隆の三男、黒田孝高の異母弟。黒田八虎の一人                               |
| 黒田直之 | 1564年 - 1609年 | 図書助、惣右衛門、市兵衛           | 黒田職隆の四男、黒田孝高の異母弟。黒田八虎の一人                               |
| 毛屋武久 | 1554年 - 1628年 | 主水正、武蔵守                     | 近江国出身。他家を渡り歩き黒田家に仕えた当時の著名人。24人中最も知行が少ない。 |
| 後藤基次 | 1560年 - 1615年 | 又兵衛、隠岐守                     | 黒田八虎の一人。大坂夏の陣にて戦死、または生存説多数。                         |
| 竹森次貞 | 1550年 - 1621年 | 新右衛門、石見守                   |                                                                                |
| 野口一成 | 1559年 - 1643年 | 左助、藤九郎                       |                                                                                |
| 野村祐勝 | 1560年 - 1597年 | 太郎兵衛                           | 母里友信の異母弟                                                               |
| 林直利   | 1569年 - 1629年 | 太郎右衛門、掃部亮                 | 信濃国軽井沢出身                                                               |
| 原種良   | 1557年 - 1639年 | 弥左衛門、左近太夫、孫三郎、伊予守 | 原田氏一族。元豊前大友氏家臣                                                   |
| 久野重勝 | 1545年 - 1592年 | 四兵衛                             |                                                                                |
| 堀定則   | 1557年 - 1636年 | 平右衛門                           | 別名：正勝、正儔                                                               |
| 益田正親 | 1542年 - 1611年 | 与助、与九郎                       | 貧農から取り立てられた説がある                                                 |
| 三宅家義 | 1548年 - 1619年 | 山太夫、藤十郎、若狭守             | 摂津国出身                                                                     |
| 村田吉次 | 1565年 - 1621年 | 兵助、出羽守                       | 当初は「井口」姓                                                               |
| 母里友信 | 1556年 - 1615年 | 太兵衛、多兵衛、但馬守             | 黒田八虎の一人。槍の名手。黒田節のモデル。                                     |
| 吉田長利 | 1547年 - 1623年 | 六郎太夫、壱岐守                   | 黒田孝高の乳兄弟                                                               |